# Copa Federación
Copa Federación este competiția fotbalistică de supercupă din Peru, disputată între campioana din Primera División Peru și câștigătoarea Copa Inca.

## Ediții
| Sezon | Campioana (titluri) | Calificare prin | Finalista   | Calificare prin  | Scor |
| ----- | ------------------- | --------------- | ----------- | ---------------- | ---- |
| 2012  | José Gálvez (1)     | Copa Inca       | Juan Aurich | Primera División | 1–0  |

## Titluri după club
| Club        | Trofee | Anii câștigători |
| ----------- | ------ | ---------------- |
| José Gálvez | 1      | 2012             |